# Josep Berga i Boada

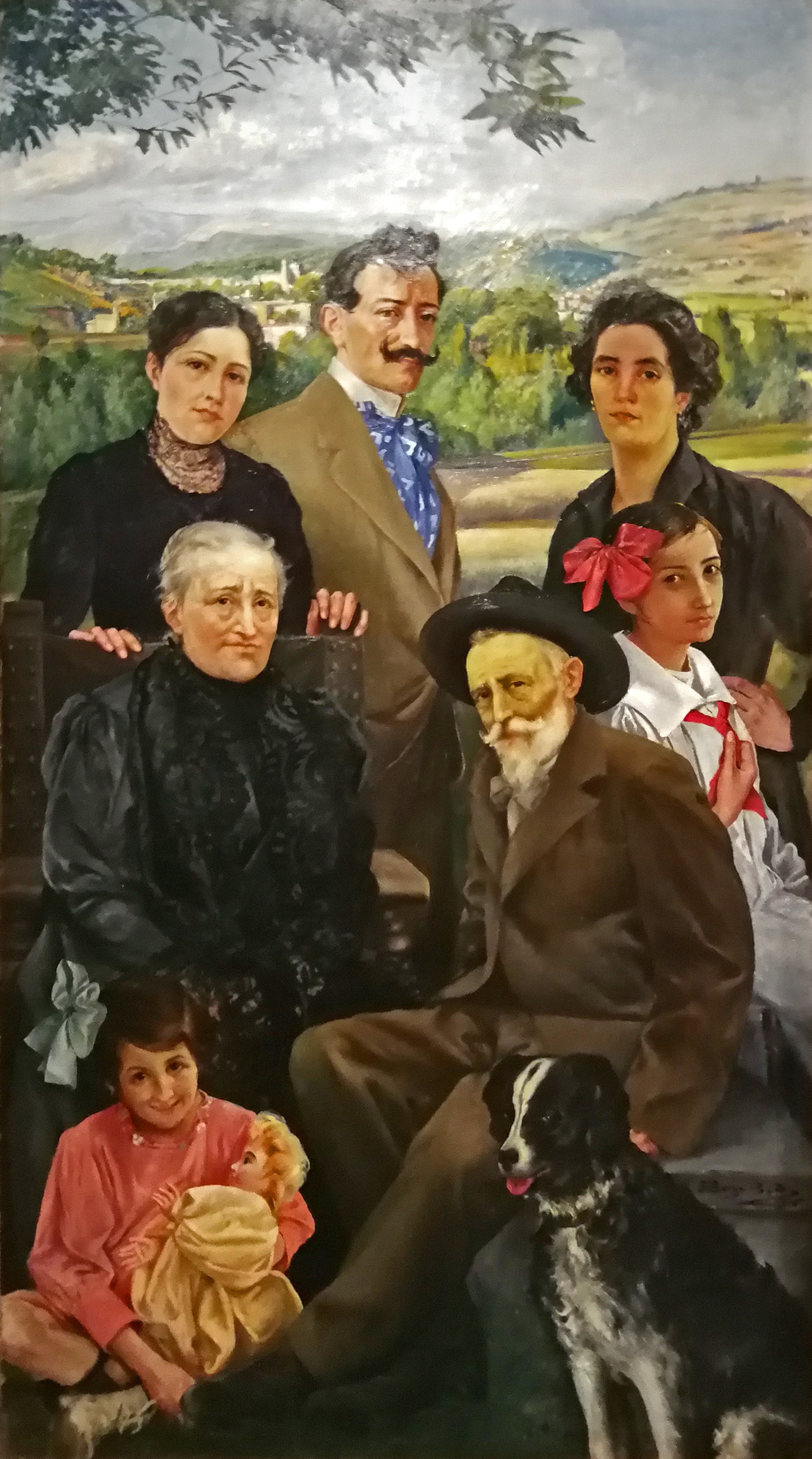
Josep Berga i Boada: Familie Berga: Vorne Vater Josep Berga i Boix mit Frau, hinten Josep Berga i Boada selbst mit Frau und Schwester, dazwischen seine beiden Töchter (Museu Comarcal de la Garrotxa, Olot)

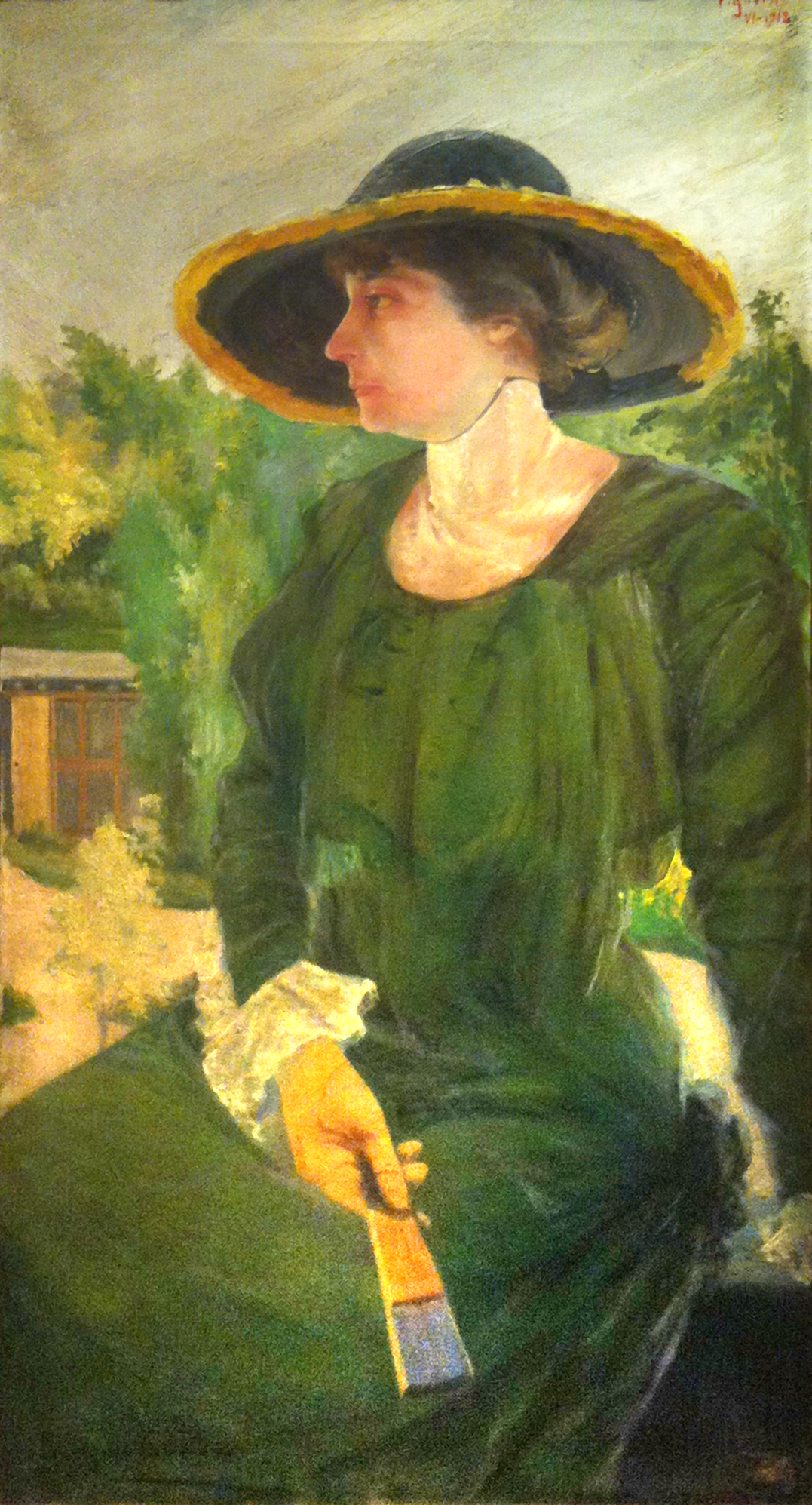
Porträt von Agnès Vila (Museu de l’Empordà de Figueres)

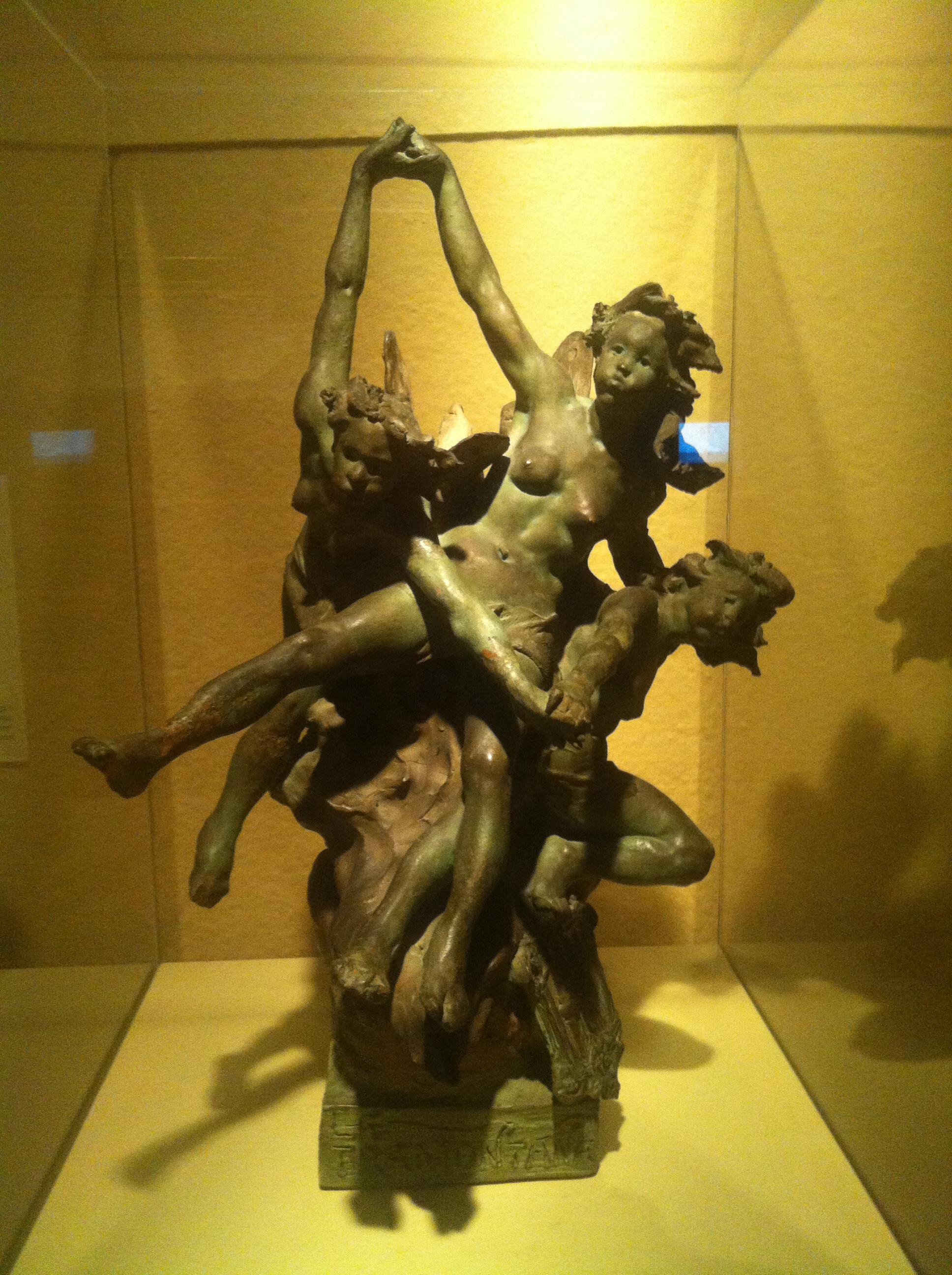
La Tramuntana (1897, spezieller Nordwind in Katalonien, Museu de l’Empordà de Figueres)

Josep Berga i Boada (* 19. März 1872 in Olot; † 16. Juli 1923 in Sant Feliu de Guíxols) war ein katalanischer Zeichner, Illustrator, Maler und Schriftsteller, der in der Tradition der Landschaftsmalereischule von Olot stand. Er hat den Modernisme Català in Olot eingeführt. Sein Vater, gleichzeitig einer seiner künstlerischen Lehrer, war der Maler Josep Berga i Boix.

## Leben und Werk
Berga absolvierte als Schüler die Sekundarstufe in Girona. Seine künstlerische Ausbildung erhielt er an der Escola de Belles Arts d'Olot, die sein Vater leitete. Anfangs folgte Josep Berga i Boada in künstlerischer Hinsicht seinem Vater. Zunehmend integrierte er modernistische Elemente in sein Werk. 1893 ging er als Dozent an die Kunstschule von Figueras. Wegen Konflikten mit der Stadtverwaltung gab er diese Position jedoch bald wieder auf. Er ging zurück nach Olot, wo er lange Zeit als Dozent an der dortigen Kunstakademie wirkte. Berga wurde dort Mitglied des Institut de les Arts de les Ciències i de les Indústries (Institut für Wissenschaft und Industrie), wo er häufig ausstellte. Er illustrierte verschiedene Zeitschriften wie Catalunya artística, La Ilustració Catalana, L’Esquella de la Torratxa und L’Olotí sowie Bücher. Bei der Zeitschrift L’Olotí übernahm er die Position des Direktors. Er gestaltete auch zahlreiche Kunstplakate. In der Olotenser Zeit veröffentlichte er einige Theaterstücke und kurze Erzählungen wie das Drama La borda (1902, die Reling) oder die Komödie La fiesta de Sant Ferriol. 1912 ging er als Dozent für Farbgebung, Modellierung und Schnitzen an die Sektion Zeichnung der Escola de Belles Arts de Sant Feliu de Guíxols (Kunstschule von Sant Feliu de Guíxols). Er schrieb seinem Freund Martí Casadevall, dass es ihm in Olot künstlerisch zu „eng“ wurde. Zusammen mit den Dozenten Joan Bordàs i Salellas und Narcís Albertí i Bosch etablierte er in Sant Feliu de Guíxols eine hochqualitative Sektion für die künstlerische Darstellung des weiblichen Körpers. 

## Wertung
Als Zeichner hat Berga ein herausragendes Werk hinterlassen. 1913 wurde er durch seine Zeichnung La Passada (Museum von St. Feliu) bekannt. Seine Kohleporträts wurden oft qualitätsmäßig auf die Stufe derjenigen von Ramon Casas gestellt. Hochinteressant sind Bergas Kriegs-, besser Antikriegszeichnungen, die aus den Erfahrungen des Ersten Weltkrieges resultierten. Seine Malerei erreichte nicht die Schaffenshöhe des zeichnerischen Werkes. Berga arbeitete auch als Bildhauer.
Das Bild Die Familie Berga ist im ersten Ansatz natürlich eine Hommage an die eigene Familie. Aber das idyllische Familienbild in der idyllischen Umgebung von Olot weist auch direkt auf eine falsche Realität hin. Berga war ein cholerischer Mensch, der das Nachtleben der Bohemiens liebte und praktizierte. Die Beziehung zu seiner Familie war vor diesem Hintergrund nicht spannungsfrei. Er bewunderte einerseits seinen hochangesehenen Vater, den klassischen Maler und Künstler von Olot, konnte jedoch dessen künstlerische Wege in keiner Weise gehen. Seine Mutter hatte er nur selten gemalt und öffentlich so gut wie nie erwähnt. Seine Frau und seine Töchter sind nur äußere Begleiter seines exzessiven Künstlerlebens. Berga i Boada konnte sich selbst nur schwer seiner Familienrealität stellen. Die falsche, bukolische Realität des Bildes verdeckt künstlerisch bewusst all diese Gegensätze und stellt sie damit auch wieder heraus.
Berga i Boada durchlebte in Person und Werk viele Widersprüche. Er bewunderte die drei „klassischen“ Vayredas (Joaquim, Marià und Francesc Vayreda) und deren Werk. Er lehnte diese auch gleichzeitig scharf ab. Sein vielseitiges Werk ist Reflex seiner Zeit, die eine Zeit großer sozialer und politischer Umbrüche war. Das Werk ist auch Reflex seines teilweise cholerischen und seines exzessiven Bohemien Charakters. Berga nahm alle künstlerischen Herausforderungen der Zeit an und schuf damit auch Umbrüche in der Kunstgeschichte.